# Calisoga
Calisoga is een spinnengeslacht in de taxonomische indeling van de bruine klapdeurspinnen (Nemesiidae).
Calisoga werd in 1937 beschreven door Chamberlin.

## Soorten
Calisoga omvat de volgende soorten:
- Calisoga centronetha (Chamberlin & Ivie, 1939)
- Calisoga sacra Chamberlin, 1937
- Calisoga theveneti (Simon, 1891)